# Port lotniczy Pekin-Nanyuan
Port lotniczy Pekin-Nanyuan (IATA: NAY, ICAO: ZBNY) – port lotniczy położony w Pekinie, w Chińskiej Republice Ludowej. Znajduje się 13 km od placu Tian’anmen, w dzielnicy Fengtai.